# 布洛克新城
布洛克新城（法語：Villeneuve-lès-Bouloc，法語發音：[vilnœv lɛ bulɔk]，意即为“布洛克附近的新城”）是法国上加龙省的一个市镇，属于图卢兹区。

## 地理
布洛克新城（43°46'9"N, 1°25'36"E）面积12.66 平方千米，位于法国奧克西塔尼大區上加龙省，该省份为法国西南部内陆省份，西南端与西班牙接壤，自此顺时针与上比利牛斯省、热尔省、塔恩-加龙省、塔恩省、奥德省和阿列日省接壤。
与布洛克新城接壤的市镇（或旧市镇、城区）包括：布洛克、卡斯泰尔诺-代斯特雷特丰、塞佩、圣索沃尔、瓦基耶、维勒马捷、塔恩河畔维勒米尔。

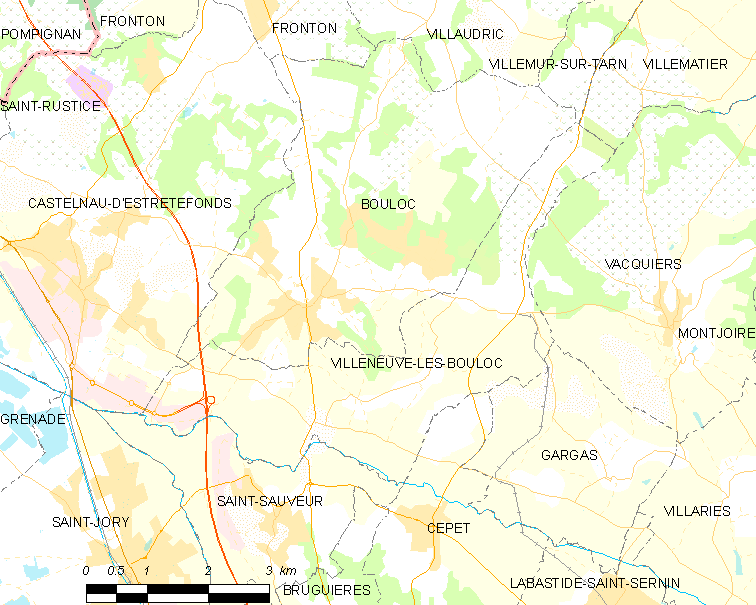
布洛克新城的OSM定位图

布洛克新城的时区为UTC+01:00、UTC+02:00（夏令时）。

## 图集

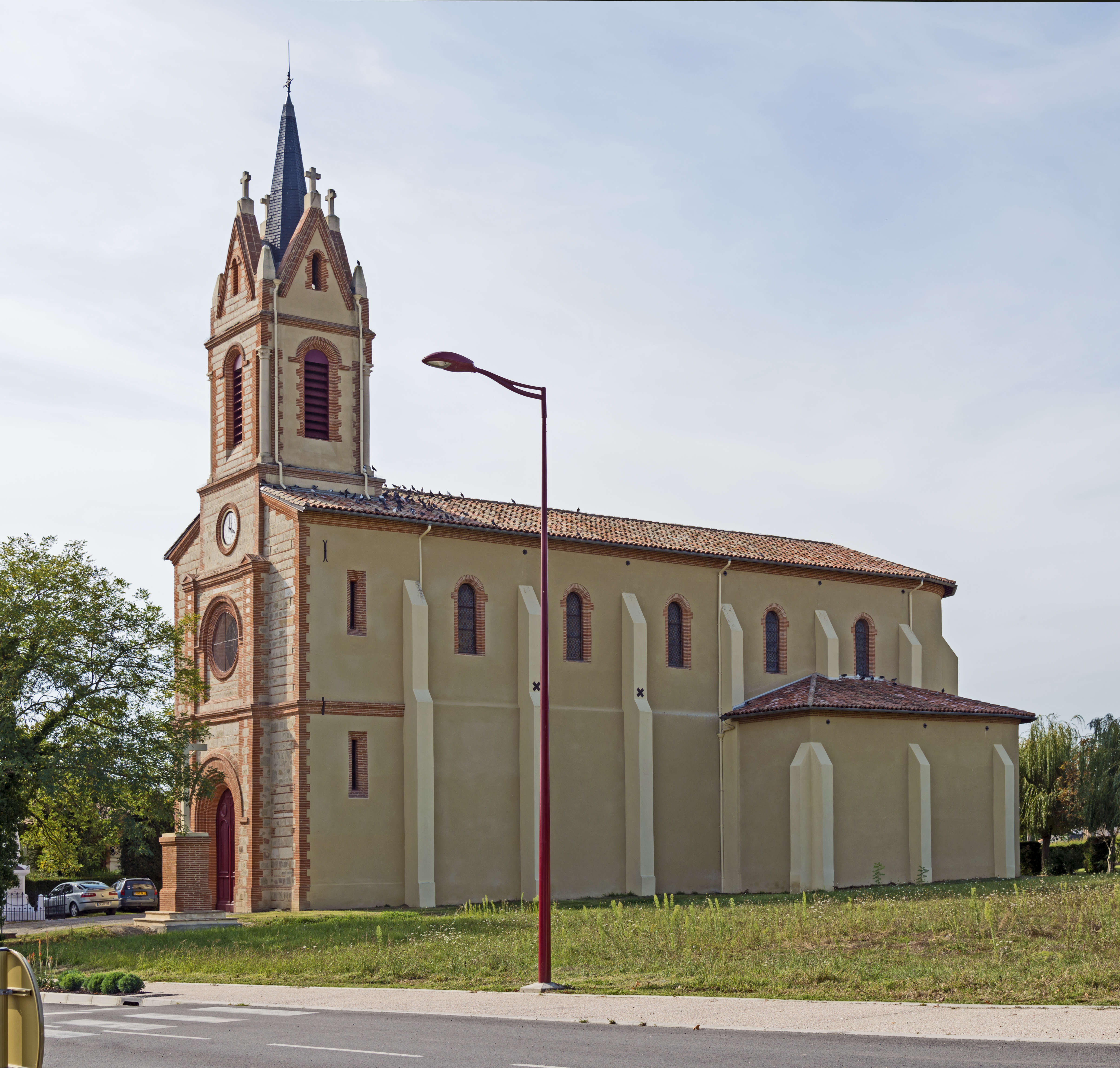
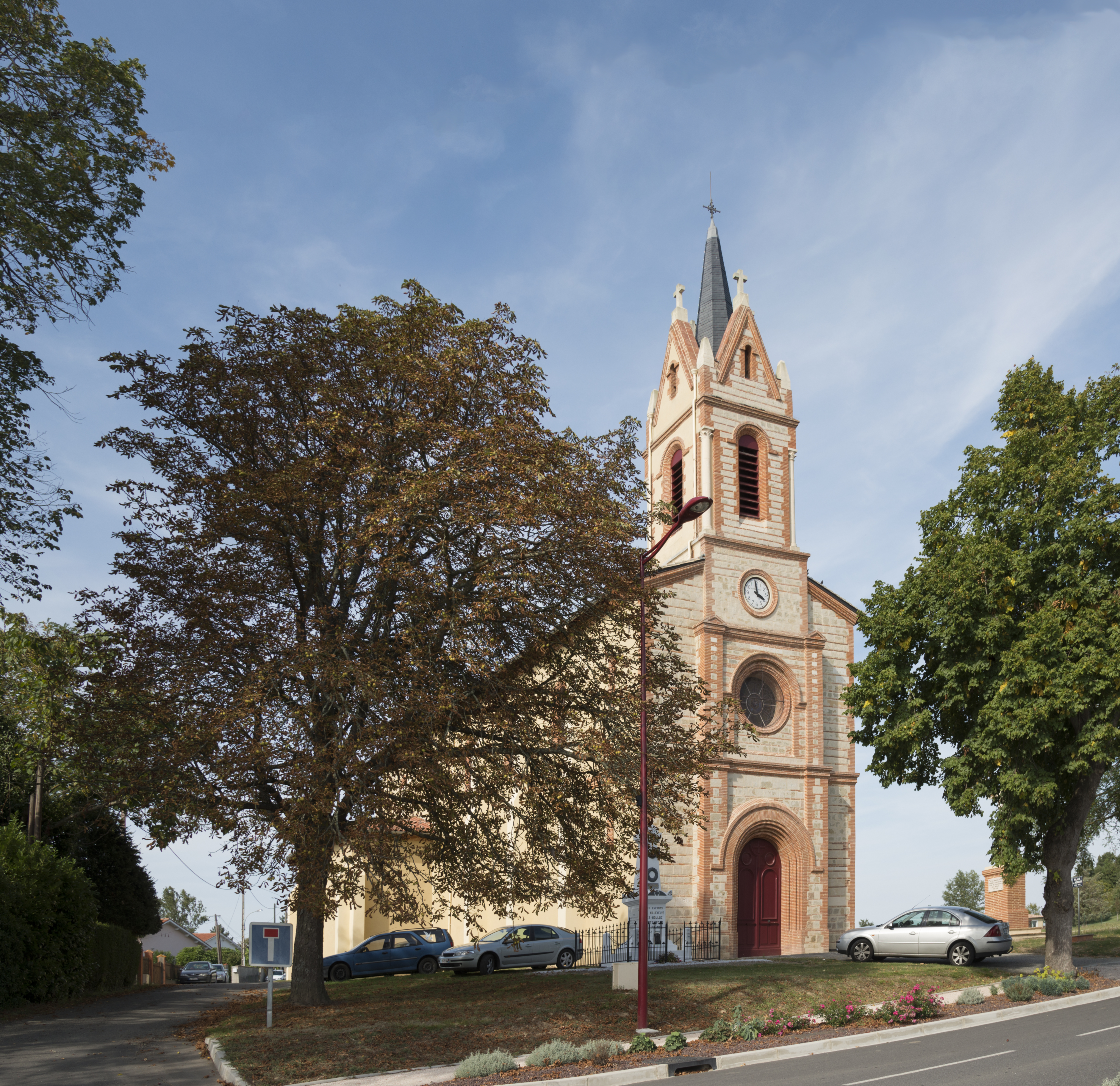
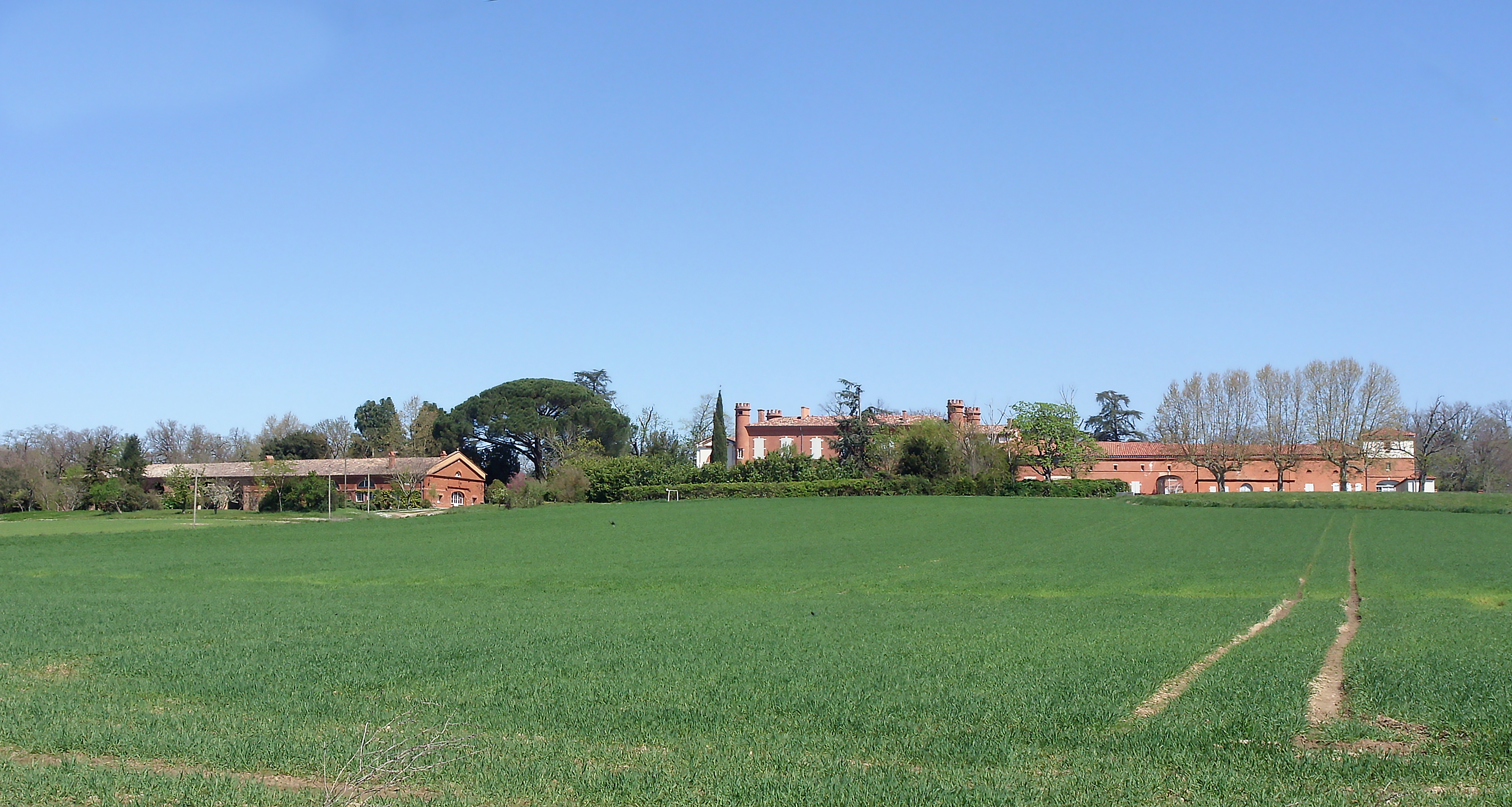

## 行政
布洛克新城的邮政编码为31620，INSEE市镇编码为31587。

## 政治
布洛克新城所属的省级选区为塔恩河畔维勒米尔县。

## 人口

1962-2008年间布洛克新城人口变化图示

布洛克新城于2022年1月1日时的人口数量为1687人。